# ロンドン・プラネタリウム

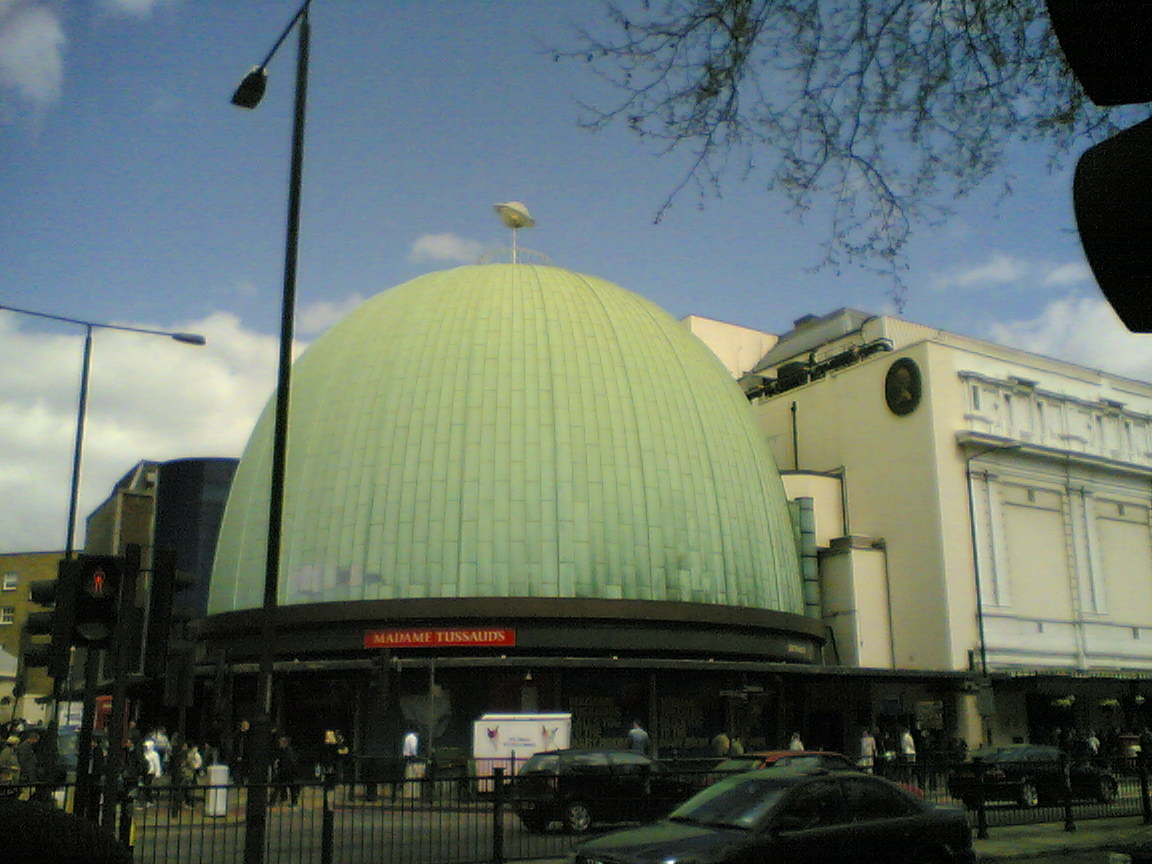
ロンドン・プラネタリウム

ロンドン・プラネタリウム（London Planetarium）は、イギリス・ロンドンの中心の北メリルボン・ロードに存在するプラネタリウム。
マダム・タッソー蝋人形館の隣りにあり、同じ会社によって運営されている。
1950年代に建造され、330席、ドームの直径は18メートルにも及ぶ。1990年代には世界に先駆けてデジタル・システムのデジスターが導入され、モノクロ三次元の解説が可能となった。
2004年にはさらにフルカラーのシステムであるデジスター3に更新されている。1998年には国際プラネタリウム協会（IPS）の会議が開催されるなど、名門プラネタリウムとして知られていたが、客数の減少を受けて経営会社は名称をオーディトリウム (Auditorium) に変更し、アードマン・アニメーションズによるアニメ劇場館として再建すると発表している。
現在はドーム内には有名人の蝋人形が並んでいる。